# 竜王町 (山梨県)
竜王町（りゅうおうちょう）は、山梨県北西部、国中地域の中巨摩郡に存在した町。2004年（平成16年）9月1日、中巨摩郡敷島町と北巨摩郡双葉町とともに合併、甲斐市となり消滅した。

## 地理
県中西部、郡中部東端、甲府盆地西部に位置。盆地を南流する釜無川の左岸に立地する縦長の町域。北部は茅ヶ岳山麓に属する登美台地の南端（赤坂台地）で、南部は盆地底部の氾濫原にあたる平坦地。標高は最高が352.6m、最低が264.9m。
甲府盆地はおよそ200万年前の第四紀洪積世に入り江が後退してできあがった旧甲府湖が火山砕屑物によって埋め立てられて形成されたもので、町域を含む盆地底部は沖積層と呼ばれる地層が広がっている。町域の北西端では南流する釜無川と東流する支流の御勅使川が合流する地点にあたり、有史以来の氾濫を繰り返してきたため、南部平坦地では洪水の網状流により形成された自然堤防や後背湿地などの微地形などが広がる釜無川扇状地が形成されている。県内では河川が山間部から平野部に流れ出て生じる山麓扇状地が各地で広がっているが、釜無川扇状地は溢水によるもので、勾配が緩やかである特徴がある。
釜無川には信玄堤による治水が施されており、歴史的には堤防の位置する北西部を中心とした扇状に道路や用水路が巡らされて集落が形成され、微地形を利用した桑畑や水田が広がっており、市街化した現在でもその名残を見せる。

## 歴史

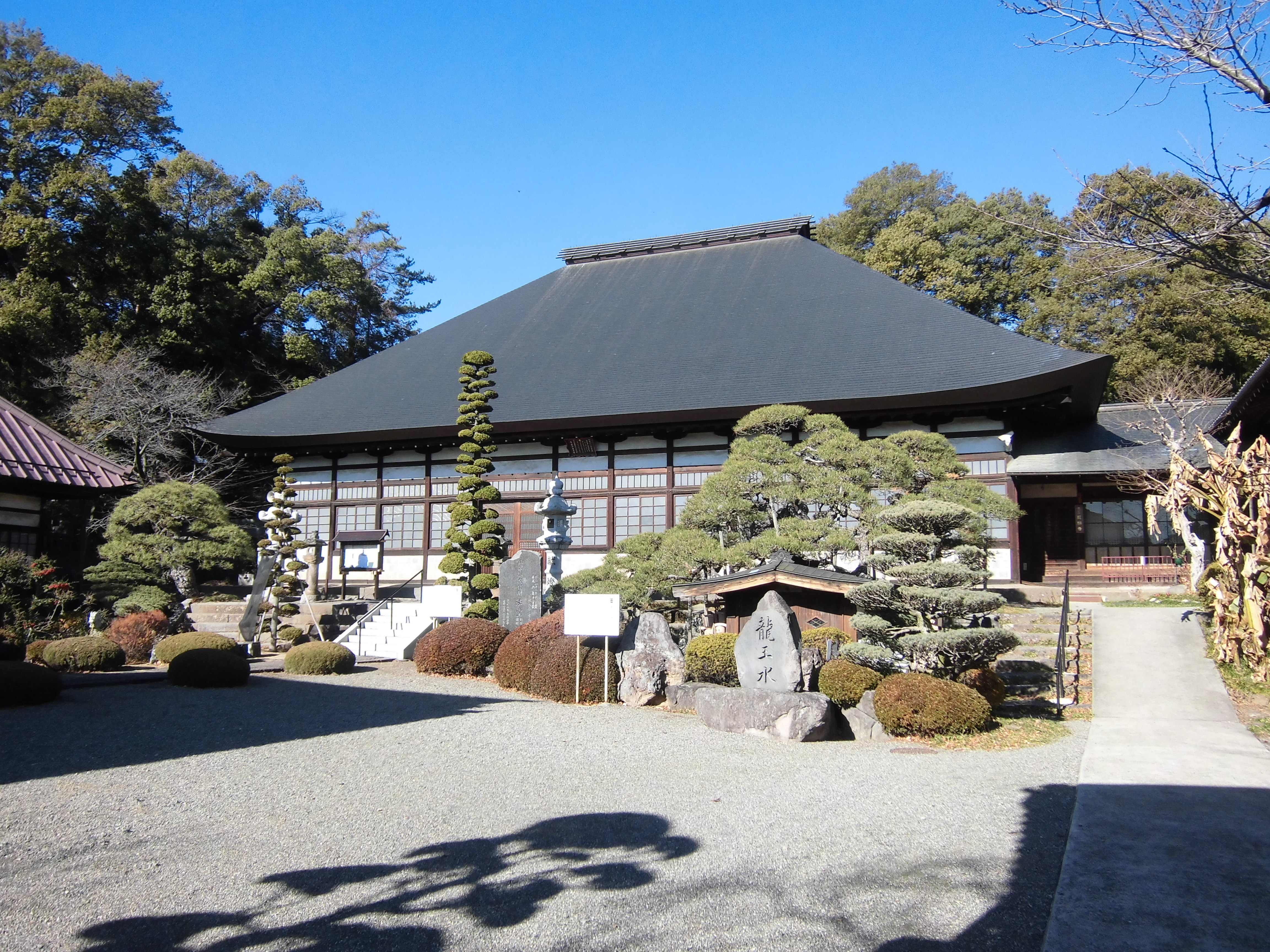
慈照寺法堂。手前に竜王水

「竜王」は中世以来の地名で、一説によれば有富山慈照寺に湧く竜王水に由来するという。

### 先史・古代

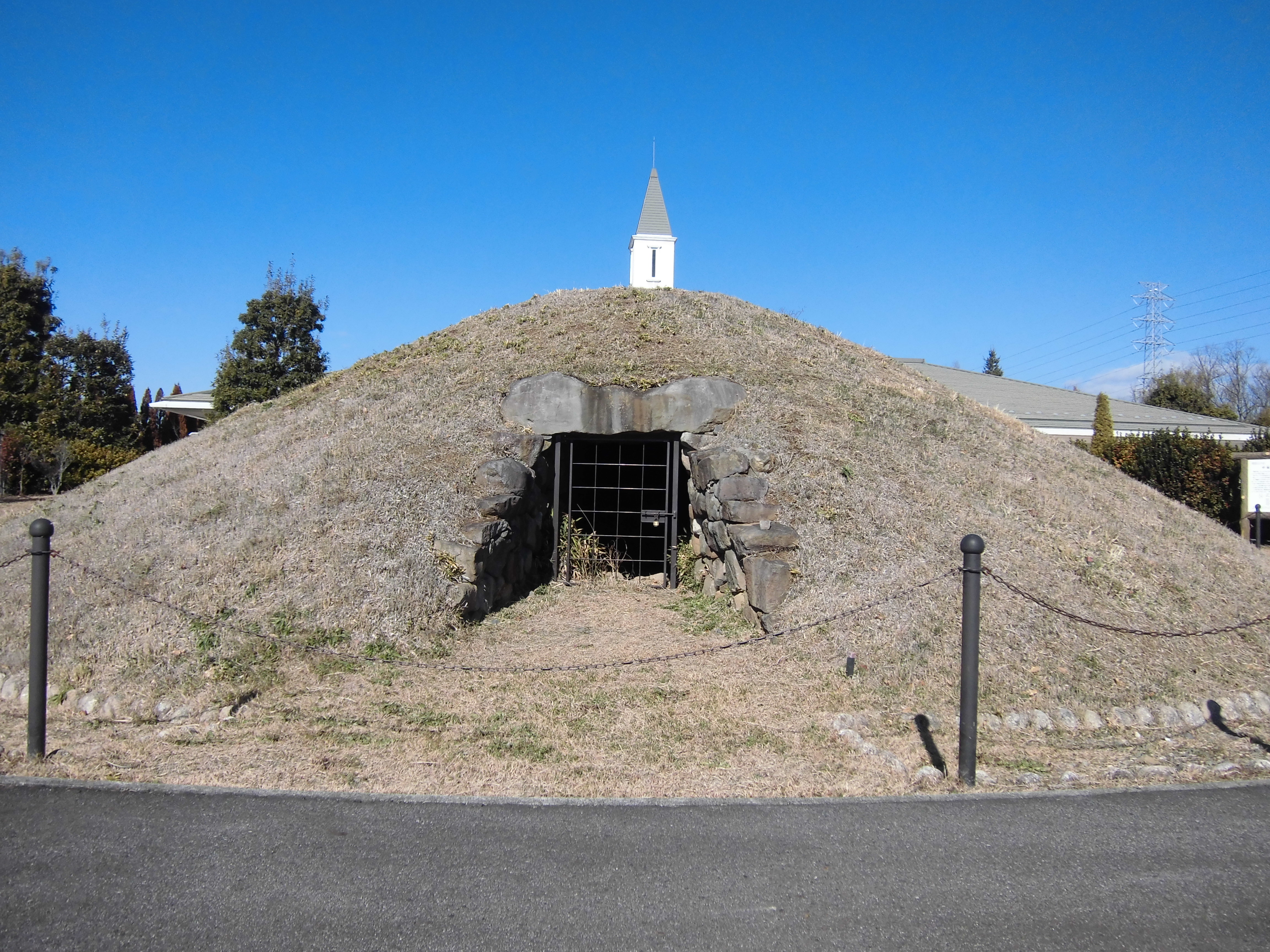
赤坂台古墳群（中秣塚古墳）

町域では80カ所あまりの考古遺跡が確認されており、うち35カ所が先史時代の遺跡となっている。遺跡は町域北部から隣接する双葉町南部の赤坂台地に集中して分布し、南部平坦地は釜無川の氾濫原であったため中世以前の集落遺跡は見つかっていない。
旧石器時代の遺物では赤坂ソフトパーク内遺跡から黒曜石片が出土している。縄文時代の遺跡では、町域東部にあたる貢川右岸の自然堤防上に位置する沖田遺跡があり、縄文前期末から中期初頭の土器破片が出土している。また、町域北部と隣接する旧双葉町域には集落遺跡もあり、中期以降には赤坂台地にも広がり縄文中期の石鏃や石斧、縄文後期の遺物などが出土している。
弥生時代の遺跡では隣接する旧敷島町域に同時代の代表的遺跡である金の尾遺跡が立地しており、町域の沖田遺跡から弥生後期の甕破片が出土している。古墳時代の集落遺跡は見られないが、赤坂台地南東斜面に25基あまりの古墳が築造されており、現在でも小字名にも「〜塚」が多く見られる。これらは赤坂台古墳群と呼ばれる古墳時代後期にあたる7世紀前半から後半の群集墳で、大半は円墳。また、赤坂台地には同時期の狐塚古墳や両目塚古墳、大原北遺跡などが存在しており、古墳群を造営した集団の集落が存在していたと考えられている。
赤坂台地には奈良・平安時代の遺跡も見られ、両目塚古墳からは7世紀末から8世紀初頭の須恵器高台付坏や9世紀前半の土師器坏が出土している。竜王2ツ塚3号墳からは10世紀代の土師器が出土しており、古墳を利用した追葬であるとも考えられている。
遺跡は開墾で原型を留めないものも多いが、1976年（昭和51年）の中央自動車道建設では、竜王2号墳・3号墳の発掘が行われ、盗掘を受けた形跡のある横穴式石室があり、須恵器や土師器のほか金銅製の馬具が出土しており、県内では笛吹市八代町の御崎古墳と並ぶ古墳時代末期の金銅製品と位置付けられている。また、1988年（昭和63年）の調査では17箇所の古墳跡が確認された。
古代の律令制下では巨麻郡に属していたと考えられている。平安時代に町域は八条院領の篠原荘に含まれ、皇室領であった。

### 中世

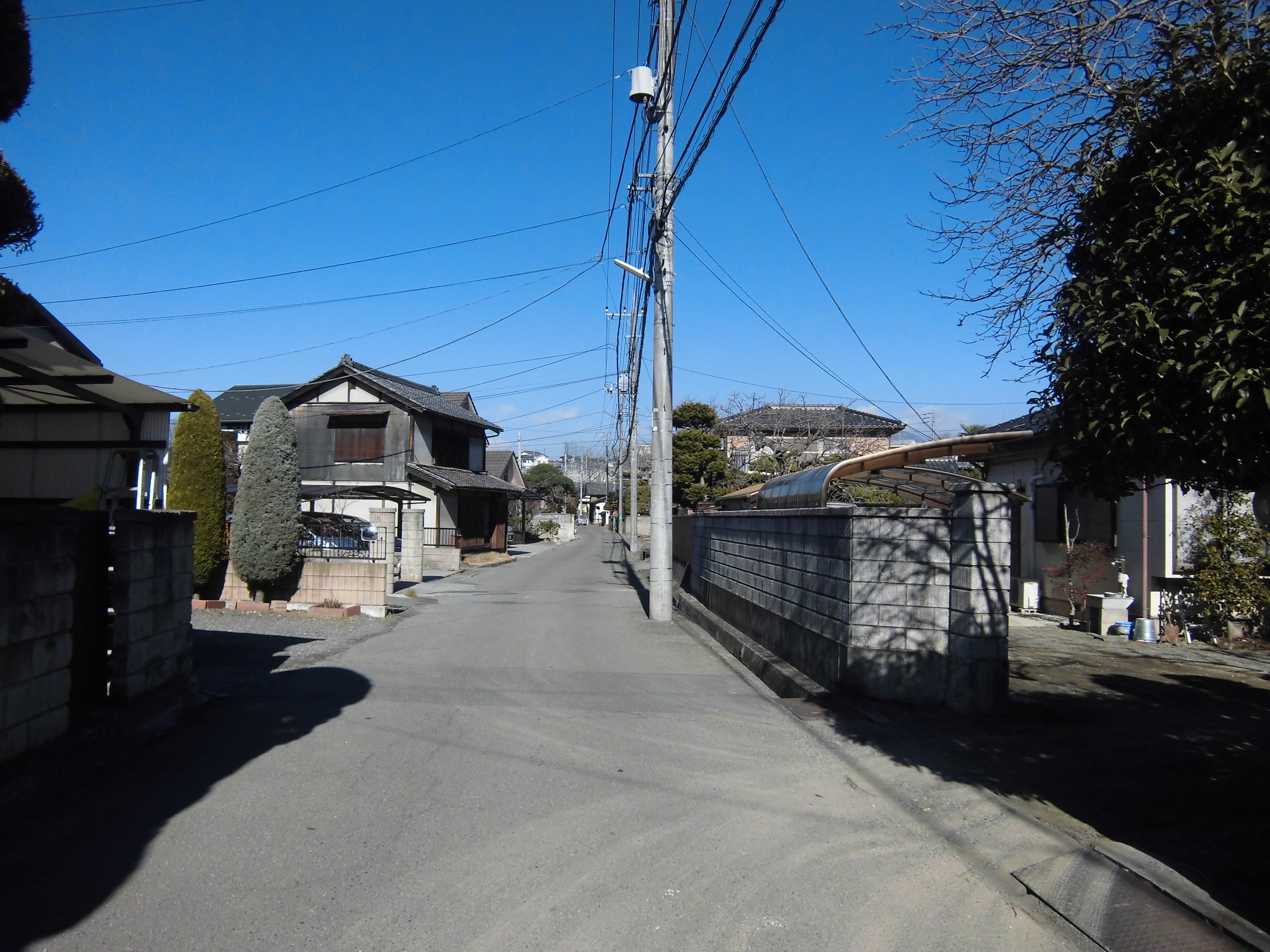
竜王河原宿

南北朝期には篠原荘が衰退する。町域では釜無川氾濫の影響で中世村落の痕跡は少ないものの、篠原郷（八幡郷）や西八幡郷、西山郷、輿石郷、万才郷など戦国期の郷村も見られる。
戦国期には甲斐国内を統一した守護武田氏により釜無川の治水工事が行われ、御勅使川の治水と平行して信玄堤が築造される。堤防管理のため棟別役を免除された人々が定住し、竜王河原宿が成立する。竜王河原宿は西郡道や信州道へ通じる宿としての機能を果たした。
『甲斐国志』によれば、甲府市東光寺に所在した法城寺は奈良時代の養老年間に行基が竜王町域にあたる「篠原岡」の地に創建し、行基造像の国母稲積地蔵（上条稲積地蔵）が祀られていたという。国母稲積地蔵は甲斐国湖水伝承に関係する像で、『甲陽軍鑑』によれば往古に甲府盆地は湖であったが、国母稲積地蔵の霊験により盆地南部が切り開かれ、湖水が富士川として流れたという。この法城寺平安時代には源義光（新羅三郎）により国母郷内の古上条村（甲府市古上条町）に移され、さらに戦国時代の永禄年間には武田信玄により甲府に移転され、『甲斐国志』の編纂された江戸後期には甲府市東光寺に存在したが、現在では廃寺となっている。

### 近世

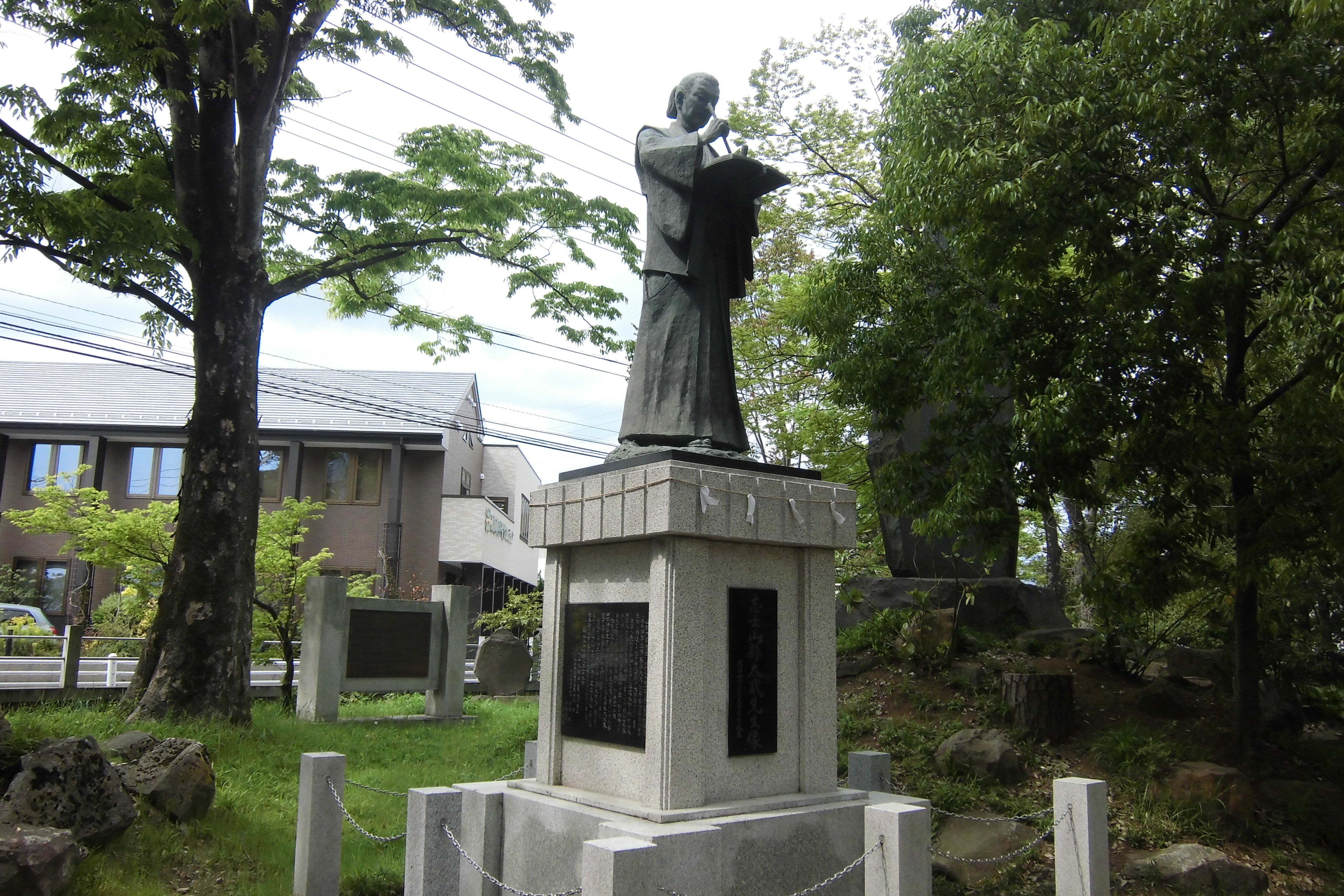
山県大弐銅像（山県神社）

近世には1596年（慶長元年）に実施された検地で近世村落が成立し、町域では7か村が成立する。全村が幕府直轄領で、甲府藩領を経て享保9年（1724年）の甲斐一国の直轄領化に伴い再び幕領化され幕末に至る。町域の7か村は近世を通じて存在し、いずれも甲府代官支配。玉川村以外は北山筋に属し、玉川村は中郡筋に含まれ上飯田代官支配であったが、幕末には7か村はすべて甲府代官支配となる。
近世には戦国期以来の治水事業と用水路整備の進捗で笛吹川・荒川流域など甲府盆地の河川流域において石高の増加が見られるが、検地帳からは町域にあたる釜無左岸地域の諸村においても石高増加が認められ、近世初頭には初期代官平岡氏による指導で富竹新田の開発が行われた。宝永年間には代官指導で竜王・竜王新町、篠原、富竹新田の4か村を灌漑する竜王四ヶ村堰が開削され、四ヶ村組合により用水の維持管理が行われた。堰の開削により農業用水が引かれて新田開発が行われ、富竹村の住民が移住して富竹新田が成立する。
生業は米麦栽培・畑作のほか、商品作物として木綿や煙草（甲州煙草）の栽培も行われている。竜王煙草は甲斐における江戸向け煙草の産地となった。
また、近世には、町域を甲府下河原から大下条村（敷島町）・竜王新町を経て竜地村（双葉町）へ至る甲州街道をはじめ、徳行（甲府市）から万才・西八幡を経て西郡地域へ至る戸田街道や、富竹新田経由で三社神社へ至る御幸道、島上条村（敷島町）から富竹新田・篠原・玉川の諸村を経て市川大門方面へ向かう市川道など諸筋が通過している。整備されると宿機能は竜王新町へ移転する。

### 近現代

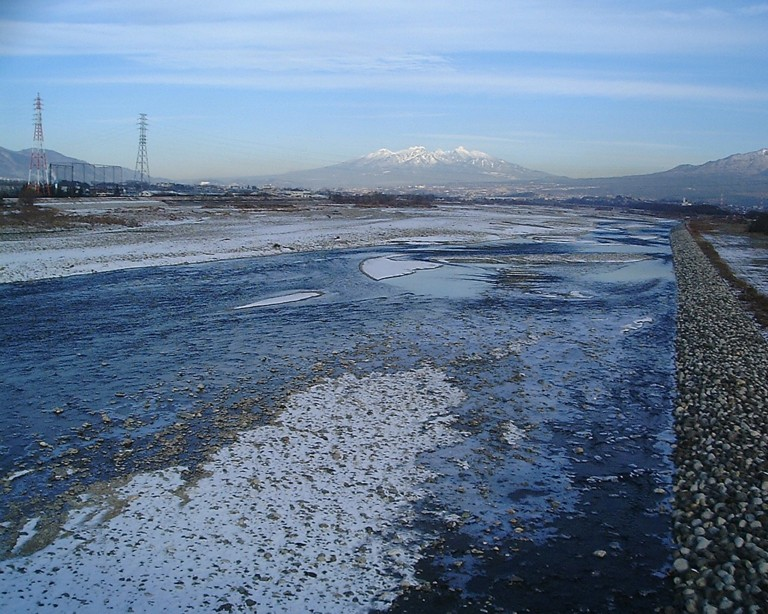
釜無川 開国橋上から八ヶ岳を望む

1872年（明治5年）には大区小区制が導入され、各村は巨摩郡第4区に編入され、区長は竜王村から任命されている。翌1873年（明治6年）の再編成で山梨県第4区に合併、さらに1878年（明治11年）には巨摩郡が分割されて中巨摩郡に編入され、竜王村に郡役所が設置されている。
明治5年に学制が布告されると山梨県でも県令・藤村紫朗の主導と地元の献金で県内各地に学校が建設される。町域でも同年10月に万才村の善応寺境内に万才学校が開設され、翌年には通学区域の拡大に伴い龍王村の慈照寺境内に竜王・竜王新町・富竹新田を学区とした竜王学校が開校した。また、1874年（明治7年）1月には西八幡村の成道院に八幡学校が開校する。1887年（明治20年）には竜王村・玉幡村で学校組合を組織しているが、教育委員にはのちに山梨英和女学校を設立する新海栄太郎が着任している。
1903年（明治36年）6月には中央線が開通し、同年12月には竜王駅が開設される。甲州財閥の若尾家の支援を受けた開国橋の設置など道路網も整備され、地域の発展を促した。明治期には海外貿易の発達に伴い山梨県でも養蚕・製糸業が発達し、町域でも養蚕が普及した。一方で町域や西郡地域で盛んであった木綿栽培は衰退し、木綿栽培の保護育成のため西八代郡市川大門村に設置された市川紡績所が松方デフレの影響で破綻すると農村不況が顕著になり、没落した負債農民の増加は地主制の発達を促し、大正・昭和期の農民運動の興隆にもつながった。
明治期の山梨県では県が主導した殖産興業に伴う山林荒廃で水害被害の増加を招いたが、町域でも1896年（明治29年）の台風では釜無川堤防の決壊を引き起こし被害を及ぼした。また、県内全域に多大な被害を及ぼした明治40年の大水害でも被害が発生している。
昭和恐慌期には県内各地や中巨摩郡内でも小作争議が発生しているが、1931年（昭和6年）には竜王村万歳の地主と農民組合へ結束した小作人との対立が激化した（竜王村万歳争議）。
農業と養蚕を中心とする生業は近代でも保たれていたが、戦中には疎開先として一時的に人口が増加する。1945年（昭和20年）7月6日 - 7日の甲府空襲では死者はなかったものの、中新居、中八幡、下八幡などの地域で焼夷弾による32戸が被害（『竜王町史』。太平洋戦争中の戦没者数は197人（山梨県福祉保険部国保援護課調べ）。
戦後の高度経済成長期には甲府市街地の拡大に伴い都市化が進む。1971年（昭和46年）には国道20号甲府バイパスか開通する。同年には新都市計画法が適用されると第二次産業や第三次産業が発達し、沿線地域を中心に農地から商業地域へと変貌する。隣接する昭和町に新興工業団地が進出した影響も受け、中南部の水田地帯を中心に宅地化も進んだ。

### 沿革
- 1956年（昭和31年）9月30日 - 竜王村・玉幡村が合併して竜王町が発足。
- 1958年（昭和33年） - 大字竜王新町の一部を敷島町に編入。敷島町の一部（大下条・長塚の各一部）を編入。
- 2004年（平成16年）9月1日 - 敷島町・北巨摩郡双葉町と合併して甲斐市が発足。同日竜王町廃止。

## 産業
竜王町域の伝統的な産業は甲府盆地の典型的な形態で、米麦栽培と養蚕や畜産を組み合わせたものである。釜無左岸に立地し農業用水が確保されているため、田地が多いことが特徴となっている。戦後の高度経済成長期には都市計画を伴わないまま急激な人口が増加したため、産業構造は大きな変貌を遂げている。
離農傾向にあるため農家人口が減少しており、農地は宅地や工業用地に転用されている。昭和50年代には養蚕や畜産が大きく減少し、昭和60年代には米の生産も減少している。戦後の山梨県農業で特徴的な果樹栽培農家の増大も見られず、現在は甲府に隣接する近郊農業として野菜や米、いも類や種苗などの生産が主となっている。特産には里芋「八幡芋」、ブドウ「竜宝」がある。
工業では零細規模工場が多いが、県の企業誘致を背景に昭和50年代から町域にも製造工場の進出が進むが、平成初年にはバブル経済の崩壊の影響を受けて停滞し、近年は県内工場の他地域や海外への移転などによる空洞化が進行しており、工場数は減少傾向で頭打ち状態にある。

## 文化財
県指定有形文化財（建造物）

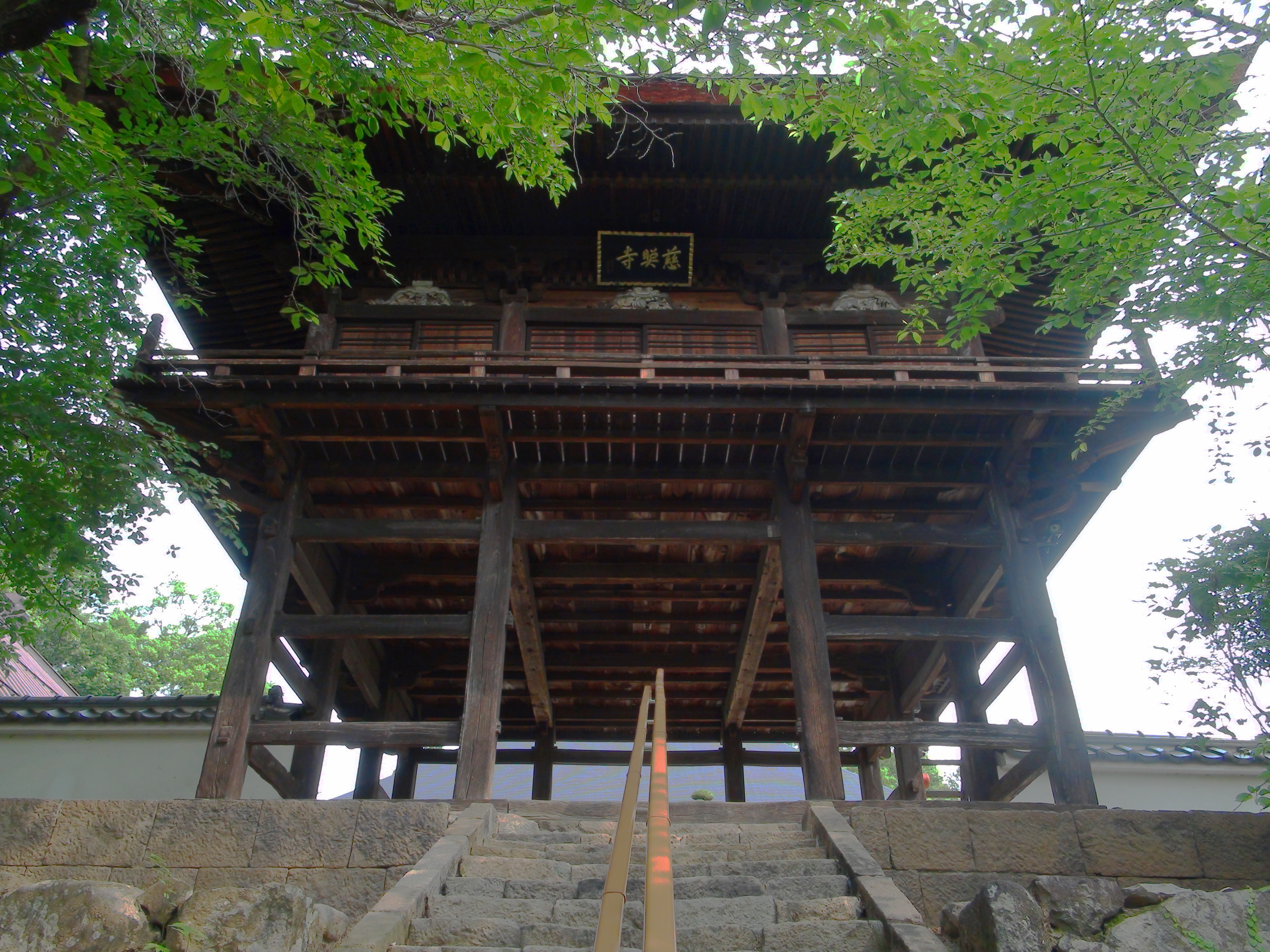
慈照寺山門

- 慈照寺法堂 （1965年（昭和40年）5月13日指定）
- 慈照寺山門 （1958年（昭和33年）6月19日指定）

県指定有形文化財（書跡）
- 慈照寺文書（1969年（昭和44年）11月20日指定）
- 山県大弍自筆著書並墨書（1969年（昭和44年）11月20日指定）篠原の山県神社が所有。発音略1巻、天経発蒙8巻、琴学発揮2巻、制作図式1巻、熱海浴泉歌1幅、寄厳仲説兄詩1幅、雪車詩1巻からなる。
- 保坂家文書5通（1969年（昭和44年）11月20日指定）竜王の信玄堤関係文書

県指定史跡
- 中秣塚古墳（1996年（平成8年）11月7日指定）竜王新町から双葉町下今井にかかる赤坂台古墳郡に属する古墳

県指定天然記念物
- 法久寺のコツブガヤ （1983年（昭和58年）12月26日指定） 篠原の法久寺境内にある

## 教育

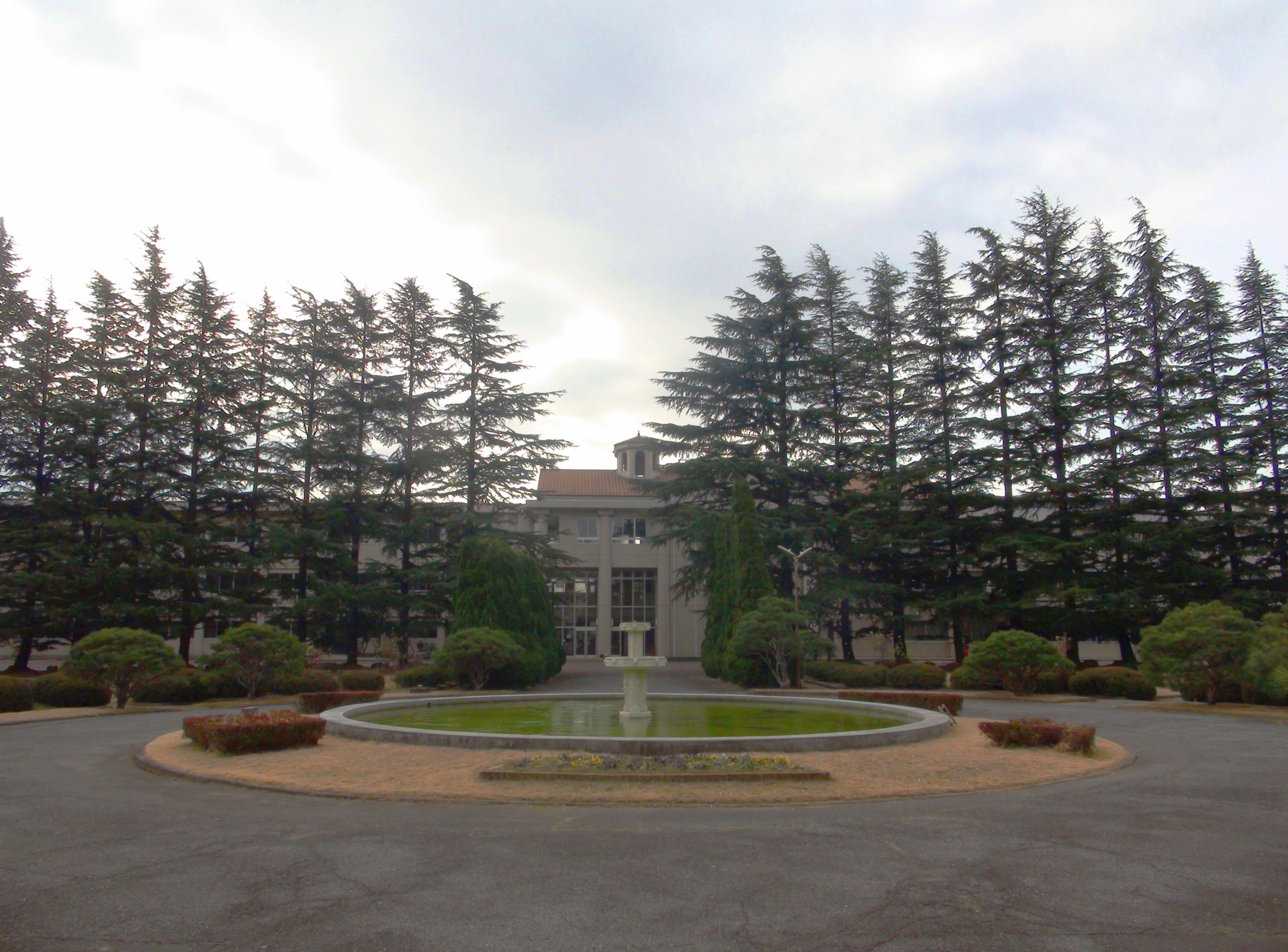
山梨県立農林高校

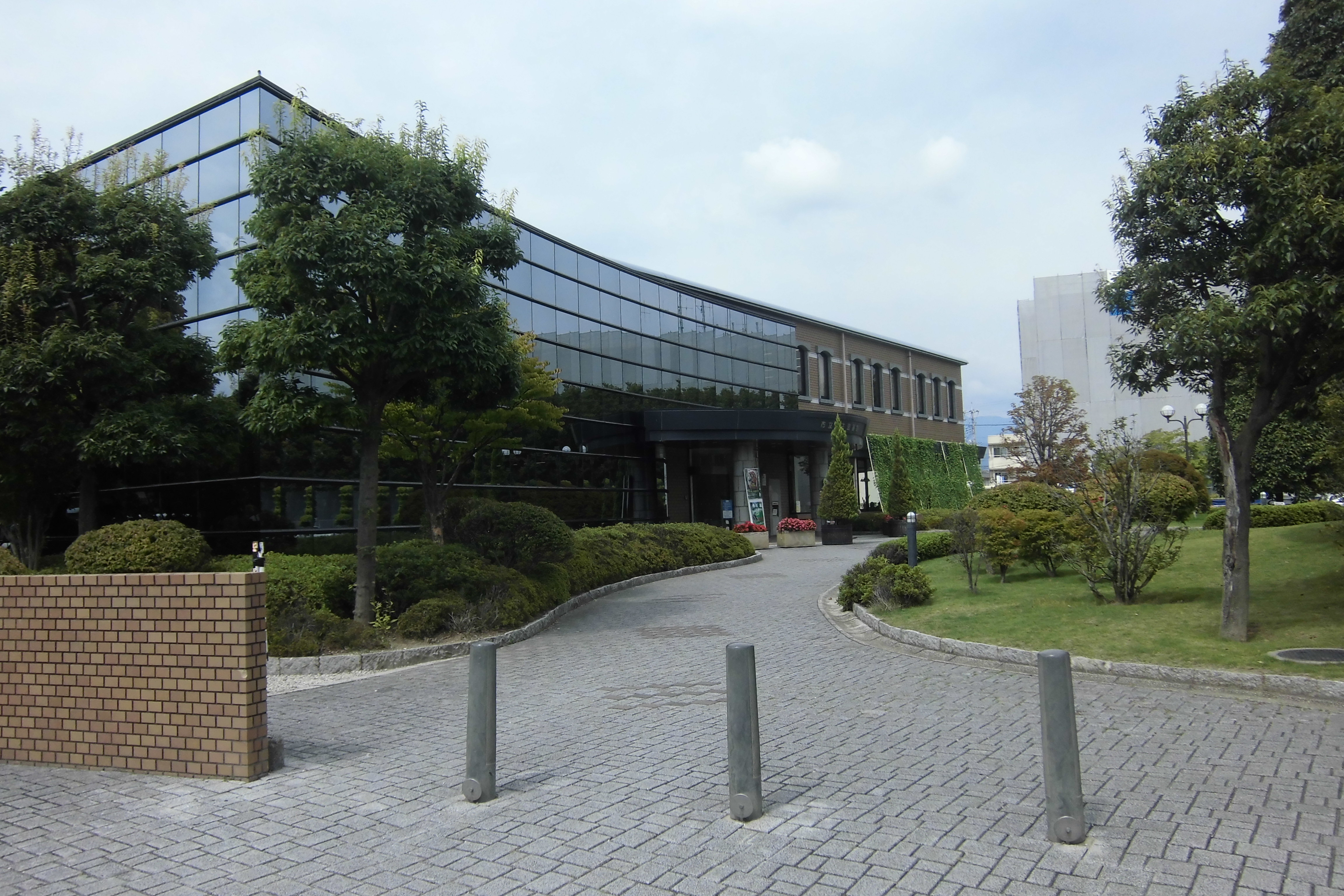
旧竜王町立図書館（画像は2014年）

竜王町は昭和40年代頃までは小学校2校、中学校1校の体制であったが、50年代以降には人口の増加に対応して次々と学校が新設され、現在では小学校6校、中学校3校になっている。児童生徒数は1985年から1990年までをピークに、近年は少子化に転じている。
小学校は明治初期に開校した竜王小学校と玉幡小学校を祖とし、昭和50年代から学区を分離し、6つの小学校が誕生した。中学校は1947年（昭和22年）に旧竜王中学校と旧玉幡中学校が誕生し、1959年（昭和34年に統合されて竜王中学校が誕生。昭和50年代末から平成初年には学区が分離されて玉幡中学校と竜王北中学校が開校し、3つの中学校が誕生した。
また、高等学校には1904年（明治37年）に創立された県立農林高校があり、隣接して県警察学校がある。専門学校では1991年（平成3年）に赤坂ソフトパーク内に開校した専門学校サンテクノカレッジがある。
町内の児童生徒の大半は町立の小中学校に通うが、甲府市に隣接していることから甲府市内にある私立や国立の小中学校に通う例も見られる。高等学校は農林高校のみであるため、町外の高校へ通う例が多い。卒業後には町外や県外の学校へ進学し、竜王を離れる者も多くなる。
社会教育では生涯教育施設として北部、中部、南部の3つの公民館があり、1996年（平成8年）には竜王町立図書館が開館。博物館施設は運営されていないが、山県神社内には大弐関係資料や民具などを中心とした民俗資料館が設置されており、赤坂台総合公園管理棟内展示室には県内出土遺物などが展示されている。

### 小学校
- 竜王小学校
- 竜王南小学校
- 竜王西小学校
- 竜王北小学校
- 竜王東小学校
- 玉幡小学校

### 中学校
- 竜王中学校
- 竜王北中学校
- 玉幡中学校

## 交通

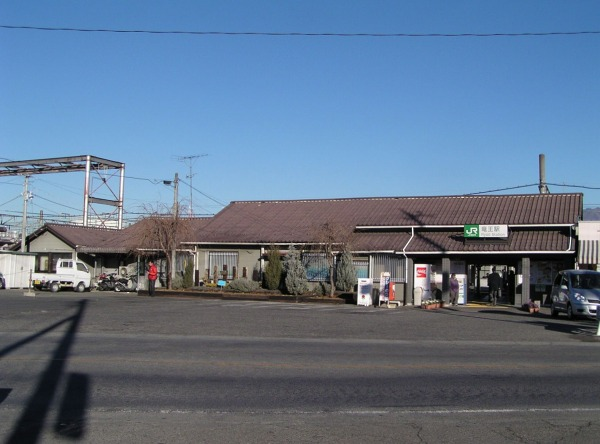
（旧）竜王駅舎。現在は改良工事により撤去。

### 鉄道
- 東日本旅客鉄道
  - 中央本線：竜王駅

### 道路
- 国道20号線

## 出身有名人
- 山県大弐：江戸時代中期の尊王思想家。明和事件。
- 柴辻俊六：歴史学者
- 野田孝：阪急百貨店元社長[1]。